# Семён Несвицкий
Семен Несвицкий (? — 1481) — князь Несвицкий, Збаражский и Колоденский, староста кременецкий в 1480—1481 годах.

## Биография
Представитель княжеского рода Несвицких. Один из трех сыновей Василия Несвицкого-Збаражского (? — 1463), князя на Збараже. Братья — Василий и Солтан. О дате, месте рождения мало сведений. Считается, что вместе с отцом принимал участие в возврате семейных владений. Затем был участником защиты Брацлавщины от нападения татарских отрядов.
В то же время увеличивал свои владения покупками и захватом новых земель. Около 1460 года женился на княгине Марии Степанской (? — 1518), благодаря чему получил Степанское княжество. В конце 1461 года у Ивашки Дичка князь приобрел двор и село Ровное. В 1469 году получил привилегию от короля Казимира IV Ягеллончика в отношении подтверждения права на пошлину в Ровно (1 грош с телеги).
9 июля 1463 года в Луцке после смерти отца со своими братьями Василием и Солтанов разделил отцовские родовые владения, получив городок Колодно и 21 село, в частности Доброводы, Иванчаны, Новики, Олишковци, Гниздычно, Шимковцы, Глубичок и другие села преимущественно в Зборовском районе. Также получил право намыто в Колодне (1 грош с воза). В 1470 году Семен Несвицкий приобрел часть волости с центром в деревне Басово у Ваньки Кирдеевича Джуса. Вскоре после этого унаследовал владения своего дяди Юрия Несвицкого.
В 1472 году после смерти своего брата Солтана вместе с другим братом Василием Семён Несвицкий разделил владения умершего. В 1474 году после гибели брата Василия, Семен захватил Васильеву часть Солтанова княжества. Вследствие этого вступил в конфликт с племянниками, князьями Михаилом Вишневецким-Збаражским и Семеном Старшим Збаражским. Конфликт урегулировал великий князь Литовский и король Польский Казимир IV Ягеллончик. В результате Семен Васильевич Несвицкий получил город Манов с селами и Лопушку. Вскоре после этого получил от великого князя Казимира имение Коськов на реке Хоморе в Полонском уезде.
В 1478 году основал Ровенская волость. В 1480 году Семён Несвицкий был назначен старостой кременецким. При этом постоянно проживал в Колодно. На этой должности организовывал защиту в этой части Волыни от нападения крымскотатарских отрядов. Перед смертью Семен Васильевич завещал долю наследства брата своему племяннику Михаилу Збаражскому. Скончался в 1481 году.
Князь Семён Васильевич Несвицкий был женат на княгине Марии Михайловне Степанской (? — 1518), дочери князя Михаила Степанского. Их дети:
- Анастасия Семёновна Несвицкая-Збаражская (? — 1515/1516), жена с 1481 года князя Семёна Юрьевича Гольшанского (ок. 1445—1505).